# Bever
52°0′42″N 7°45′30.5″Ø / 52.01167°N 7.758472°Ø
Bever er en flod der løber i den tyske delstat Nordrhein-Westfalen   og en biflod til Ems fra højre med en længde på 39,5 km, hvoraf de  12,1 km er kildebækken  Süßbach. Floden har sit udspring i Teutoburger Wald og løber gennem den nordlige del af Nordrhein-Westfalen før den munder ud i Ems nær Telgte (Westbevern). En anden by langs Bever er for øvrigt Ostbevern.